# 下乡乡
下乡乡，是中华人民共和国湖南省怀化市通道侗族自治县下辖的一个乡镇级行政单位。

## 行政区划
下乡乡下辖以下地区：
下乡村、坪地村、所里村、流源村、雷团村、城坪村和土门村。